# 福岡市立青葉小学校
福岡市立青葉小学校（ふくおかしりつ あおばしょうがっこう）は、福岡県福岡市東区青葉三丁目にある公立小学校。

## 沿革
- 1981年（昭和56年）
  - 4月 - 多々良小学校より分離し開校。多々良小学校から児童609名転籍。
  - 7月 - プール落成。
  - 9月 - 学校園・観察池完成。
  - 10月 - 校歌と校章の決定。
  - 11月 - 開校記念式典挙行。
  - 12月 - 体育用具室・国旗掲揚台・飼育舎完成。
- 1982年（昭和57年）
  - 2月 - 校門完成。
  - 6月 - 体育館東側教材園完成。
- 1984年（昭和59年）1月 - 岩石園完成（PTA）。
- 1985年（昭和60年）
  - 7月 - ふれあい農園作成。
  - 11月 - 郵便ポスト設置。
- 1986年（昭和61年）7月 - 留守家庭子ども会発足。
- 1987年（昭和62年）2月 - ふれあい農園拡張。
- 1988年（昭和63年）
  - 3月 - 中庭に学校の森完成。
  - 11月 - 学校の森にベンチ設置。
- 1990年（平成2年）
  - 3月 - 南棟4教室増築工事完了。
  - 11月 - 創立10周年記念式典挙行。
- 1991年（平成3年）
  - 9月 - 運動場周辺花園整備。
  - 10月 - チャイルドファイヤースクール実施。
- 1992年（平成4年）9月 - 運動場全面改修工事。
- 1995年（平成7年）2月 - 外灯自動点滅化工事。
- 1997年（平成9年）10月 - 管理棟と図書室空調完了。
- 1998年（平成10年）6月 - 地域防災訓練。
- 2000年（平成12年）
  - 3月 - パソコンルーム完成。
  - 11月 - 創立20周年記念式典挙行。
- 2001年（平成13年）3月 - さくらの森植樹記念祭。
- 2002年（平成14年）5月 - 地域防災訓練。
- 2006年（平成18年）
  - 6月 - 体育館改築工事開始。
  - 12月 - 新しい飼育舎完成。
- 2007年（平成19年）6月 - 講堂兼体育館落成式挙行。
- 2008年（平成20年）
  - 3月 - ビオトープ完成式挙行。
  - 9月 - 図書館バーコード化・本の管理。
- 2009年（平成21年）10月 -  ニュージーランドの子どもたちとの交流音楽発表会開催。
- 2010年（平成22年）
  - 2月 - 給水施設改良工事（上水道）完了。
  - 10月 - 創立30周年記念事業開催（バルーンリリース・精華女子高校吹奏楽部演奏会）。
  - 11月 - 創立30周年児童式典挙行し、児童集会開催。創立30周年記念式典挙行し、祝賀会開催。
- 2011年（平成23年）9月 - 校舎耐震化改修工事完了。
- 2012年（平成24年）
  - 3月 - 北校舎東側トイレ改造工事完了。
  - 9月 - 校舎外壁改修工事完了。
- 2014年（平成26年）
  - 3月 - 北校舎西側トイレ改造工事完了。
  - 5月 - プール床面改良工事完了。
- 2015年（平成27年）
  - 6月 - プール側面改良工事完了。
  - 8月 - 各教室にエアコン整備。
- 2016年（平成28年）9月 - 普通教室にエアコン整備。
- 2017年（平成29年）8月 - 大規模改修。教室・校長室等改修工事。
- 2018年（平成30年）8月 - 大規模改修。職員室・家庭科室・教室等改修工事。
- 2019年（令和元年）8月 - 大規模改修。教室・図書室等改修工事。
- 2021年（令和3年）7月-大規模改修。給食室、理科室等改修工事

## 通学区域
東区青葉、みどりが丘の全丁目。名子の全丁目と名子は福岡市立多々良小学校と選択可能。東区東部の新興住宅地。
中学校は東福岡特別支援学校を挟んで隣接する青葉中学校の校区。

### 校区内の主な施設
- 福岡市立青葉中学校
- 福岡市立東福岡特別支援学校
- 青葉公園
- 原土井病院
- JR舞松原駅

### 校区が隣接する小学校
- 福岡市立香椎東小学校
- 福岡市立多々良小学校
- 福岡市立八田小学校
- 福岡市立舞松原小学校

## 校歌
1981年10月制定。校歌制定委員（氏名非公開）による作詞・作曲（編曲：伊藤敏）。